# Aprenentatge en xarxa
L'aprenentatge en xarxa és aquell que es produeix en el marc d'un entramat de vincle socials tecnològicament mitjans. Per aquesta raó, quan l'entramat es troba orientat a la construcció col·laborativa de coneixement, s'anomena "xarxa d'aprenentatge". És a dir, es tracta d'una forma d'aprendre que es produeix quan les tecnologies de la informació i la comunicació són utilitzades per promoure connexions entre individus que comparteixen una situació d'aprenentatge: d'aquesta manera, els estudiants es relacionen entre si, amb els seus tutors o docents i / o amb la comunitat d'aprenentatge i els seus recursos. En conseqüència, es considera "xarxes d'aprenentatge" a les comunitats que se sostenen a través d'entorns generats per tecnologia que ajuden els participants a desenvolupar les seves competències col·laborant en compartir informació, per la qual cosa s'entén que les xarxes d'aprenentatge estan conformades per persones que comparteixen un interès específic com a node puntual d'interacció, buscant enriquir l'experiència d'aprenentatge tant en contextos d'educació formals (institucions i organitzacions) com en altres àmbits no formals (entre d'altres exemples, xarxes de consulta i de col·laboració espontània).
Per a alguns autors, l'aprenentatge en xarxa no té cap sentit si no es valora l'aprenentatge a través de la cooperació, la col·laboració, el diàleg i / o la participació en una comunitat perquè assumeixen que l'aprenentatge en general i l'aprenentatge en xarxa, en particular, és un fet social que es potencia a partir les possibilitats facilitades per les tecnologies de la informació i la comunicació.

## Antecedents del concepte

### Estació de Weybourne Station & Yard
Les esteses ferroviaris inspiren les primeres teories sobre xarxes.
Les teories de xarxes i de l'aprenentatge en xarxa es remunten al segle xix quan es consideraven les implicacions de les infraestructures en xarxa com les del telègraf i el ferrocarril.
En els anys 70 el terme és reprès per l'obra crítica de Ivan Illich Desescolarització de la Societat. Més recentment, el concepte es torna a significar a partir de la massificació dels mitjans de comunicació interactius que es van desenvolupar a través d'Internet.

### Dècada del 70
En 1971 Ivan Illich va imaginar a les xarxes d'aprenentatge com una forma d'aprenentatge que podia respondre les necessitats d'aquell llavors, assenyalant que si bé la paraula Xarxa solia utilitzar-se per referir a canals reservats per a la circulació de cert material seleccionat per altres (per a l'adoctrinament, la instrucció o l'entreteniment) també podia ser utilitzat per descriure xarxes com les de les línies telefòniques o del servei de correu postal, que eren xarxes accessibles per a totes les persones que necessitessin comunicar-se amb altres. A falta d'un terme millor per descriure una xarxa d'aquest tipus, i alliberar-la de tota connotació negativa, utilitzarà el terme xarxa educativa.
Ja en aquesta dècada, l'Institut per al Futur a Menlo Park (Califòrnia), va experimentar amb pràctiques d'aprenentatge en xarxa basades en conferències per ordinador intervingudes per Internet. Molt aviat Hiltz i Turoff, dos pioners en l'ús d'Internet amb propòsits educatius, van publicar l'experiència i la van vincular directament amb les seves possibilitats educatives.

### Dècada del 80
A finals dels 80 el Dr. Charles A. FIndely va liderar un projecte de col·laboració en una xarxa d'aprenentatge al Digital Equipment Corporation a la costa est dels Estats Units. El projecte va dur a terme l'anàlisi de tendències i el desenvolupament de propototipos per a entorns d'aprenentatge col·laboratiu, la qual cosa va conformar un punt de partida per a la posterior investigació i desenvolupament del que van denominar xarxa d'aprenentatge col·laboratiu ('collaborative networked learning', CNL) i treball d'aprenentatge col·laboratiu ('collaborative learning-work', CLW).
Més endavant, la idea que Internet podria millorar les oportunitats per a l'aprenentatge a través del desenvolupament de xarxes va ser considerada per diversos autors a finals dels anys 80 i principis de la dècada del 90. Es suggeria en aquells dies que els estudiants haurien oportunitat d'accedir tant a l'educació formal i informal de manera ubiqua perquè l'alumne en xarxa seria un participant actiu que podria aprendre tant amb els seus parells com d'experts als que tindria accés.

### Dècada del 90
Al llarg de la dècada del 90 la massificació d'Internet com a mitjà de comunicació i accés a la informació ha influït en el creixement de les pràctiques d'aprenentatge en xarxa. Durant els primers anys, atès que la connectivitat era més restringida no existia i l'amplada de banda era molt més limitada, les comunicació entre els participants es trobava predominantment basada en el text escrit i encara faltarien alguns anys perquè s'expandís l'ús d'altres recursos propis del mitjà digital com el hipertext i els formats audiovisuals.
El 1991 Jean Leave i Etienne Wenger introdueixen el concepte d'aprenentatge situat en el qual s'exemplifiquen diferents formes d'aprenentatge en xarxa dins d'un ampli ventall de possibilitats per a l'aprenentatge informal en el marc de les comunitats de pràctica.

### Dècada del 2000

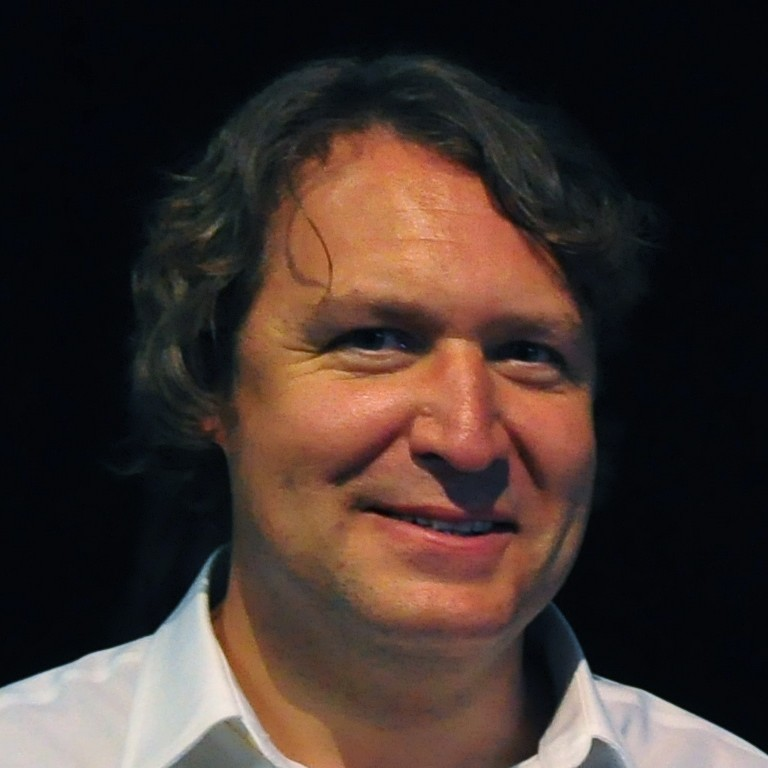
George Siemens és un teòric de l'aprenentatge en una societat de base digital. És autor de l'article Connectivism: A Learning Theory for the Digital Age] i del llibre Knowing Knowledge: una exploració de l'impacte del context canviat i les característiques del coneixement..

El 2001 Salmon afirmava que l'aprenentatge es construeix al voltant de les comunitats d'aprenentatge i la interacció, la qual cosa suposava una extensió de l'accés (i de l'eficiència) més enllà de les limitacions espacio-temporals. D'aquesta manera, convidava a pensar als subjectes que aprenen com a nodes d'una xarxa. El 2004, en associació amb la Conferència Internacional d'aprenentatge en xarxa (esdeveniment bianual realitzat des de 1998) un equip d'investigació de la Universitat de Lancaster al Regne Unit, definirà l'aprenentatge en xarxa com un aprenentatge en el qual «les tecnologies de la informació i la comunicació s'utilitzen per promoure connexions: entre un alumne i altres alumnes, entre alumnes i tutors, entre una comunitat d'aprenentatge i els seus recursos d'aprenentatge». Apareix així, a partir d'aquesta definició, la consideració de la mediació tecnològica com específica de la noció aprenentatge en xarxa.
El 2005 George Siemens publica un article de molta repercussió en què definia el Connectivisme com una teoria de l'aprenentatge per a l'era digital. En aquest article, Siemens sosté que el procés d'aprenentatge en xarxa i producció del coneixement requereixen, en el context actual, una nova teoria de l'aprenentatge, ja que les teories més difoses (el conductisme, el cognitivisme i el constructivisme) resulten limitades.

## Tipus de xarxes d'aprenentatge
Les xarxes d'aprenentatge poden diferir per diverses raons; per exemple, pel seu grau de formalitat, la seva articulació amb el món real, o el nivell d'autonomia dels participants. Això permet establir diferents tipus de xarxes segons la forma en què s'estableixen com a comunitats. En qualsevol cas, aquestes comunitats d'utilitzar sempre mitjans digitals per comunicar-se entre si i sostenir els vincles socials. La classificació més freqüent distingeix entre:
- Comunitats d'aprenentatge: els participants es relacionen al voltant d'una proposta d'ensenyament (com una carrera o curs d'educació en línia) a través de la qual aprenen en col·laboració. En aquest cas, la formació antecedeix a la pràctica professional. Una comunitat d'aprenentatge no és espontània sinó que sorgeix i se sosté a través d'un projecte pedagògic guiat.
- Comunitats de pràctica: la pràctica professional és la que genera la necessitat d'aprenentatge (com és el cas de consultes amb experts o entre col·legues per resoldre problemes concrets de la pràctica professional) de tal manera que els interessats es reuneixen en una xarxa d'intercanvi a través de la qual col·laboren espontàniament entre si.[17]